# Чмихов Микола Олександрович
Мико́ла Олекса́ндрович Чми́хов (26 вересня 1953, Слов'янськ — 26 квітня 1994, Київ) — український археолог, історик, культуролог, доктор історичних наук (1992). Один із фундаторів новітнього напрямку в національній історико-культурологічній царині — астроархеології.

## Життєпис

Могила Миколи Чмихова, Байкове кладовище

Народився в м. Слов'янську Донецької області УРСР.
Закінчив історичний факультет Київського університету імені Тараса Шевченка в 1975 р.
В 1975—1978 рр. навчався в аспірантурі на кафедрі археології та музеєзнавства.
З 1978 р. до 1982 р. працював на посаді асистента кафедри історії України історичного факультету Київського університету імені Тараса Шевченка.
В 1982 р. захистив кандидатську дисертацію на тему «рос. Орнамент эпохи бронзы степной Украины как исторический источник изучения первобытного мировоззрения» і перейшов працювати асистентом на кафедру археології и музеєзнавства, де працював до 1992 р. (з 1988 р. — на посаді доцента).
Докторську дисертацію «рос. Проблема осознания космоса в обществах неолита-бронзового веков Юго-Восточной Европы» захистив у 1992 р.
Згодом став засновником кафедри культурології і археології факультету гуманітарних наук Національного університету «Києво-Могилянська академія».
Помер у 40-річному віці 26 квітня 1994 р. в м. Києві. Похований на Байковому кладовищі (ділянка № 49а).

## Наукова діяльність
М. О. Чмихов був видатним українським археологом і культурологом, досліджував проблеми хронології, етногенези та духовної культури населення Європи і Близького Сходу мідно-бронзової та залізної доби. Його цікавили проблеми духовної культури стародавніх суспільств, міфологічна свідомість, її відображення в предметному світі конкретних археологічних культур, а також вивчення космічної символіки археологічних пам'ятників різних часів.
Брав участь в 1973—1986 рр. у роботі Донецької, Сєверодонецької, Інгульської, Миколаївської, Дніпропетровської, Луганської та ін. експедицій.

## Праці
Автор майже 100 наукових публікацій. Серед них монографії, підручники, статті:
- (рос.)К семантике орнаментальных схем катакомбной керамики // Некоторые вопросы археологии Украины. — К., 1977. — С.14-31;
- (рос.)Принципы зодиакального (астрономического) датирования в археологии // Материалы по хронологии археологических памятников Украины. — К., 1982. — С.16-29.
- Археологічні дослідження курганів: Навч. посібник. — К., 1989. — 217 с. (співавтори: Ю. О. Шилов; П. Л. Корнієнко);
- (рос.)Истоки язычества Руси. — К., 1990. — 384 с.;
- Вісім тисячоліть археологічної космології в Україні // ІндоЄвропа: Космос Древньої України. — 1992. — № 2-4. — С. 66-99.
- Археологія та стародавня історія України: Курс лекцій. — К., 1992. — 180 с. (співавтори: Н. М. Кравченко, І. Т. Черняков);
- Курганні пам'ятки як явище давньої культури: навч. посібник. — К., 1993. — 144 с.;
- Давня культура: Навч. посібник. — К., 1994. — 288 с.; — С.58-63;
- Від Яйця-Райця до ідеї Спасителя. — К.: Либідь, 2001. — 482 с.